# Ij (Rosja)
Ij (ros. Ий) – wieś w Rosji, w Tuwie, w kożuunie todżyńskim. W 2010 liczyła 1280 mieszkańców.